# Limön
Limön är en ö i Gävlebukten i Gävle kommun i Gästrikland. Namnet kommer av det fornnordiska ordet lim som betyder kalk. Den dominerande bebyggelsen på ön utgörs av stugor. Båttrafik till Limön utgår på somrarna från Södra Skeppsbron i Gävle. 

## Historia
Limön ägdes fram till 1939 av svenska staten. Där har funnits ett fiskeläge som nyttjades av Gävlefiskarna, men antalet fiskare verkar aldrig ha varit fler än åtta. Länge nyttjades ön av landshövdingen i Gävle. På ön fanns också ett kalkbrott där mindre bemedlade Gävlebor bröt kalksten som levererades både till borgarna i staden och till näraliggande bruk. Kalkstensbrytningen pågick till mitten av 1800-talet. Kalkstensbrytarna bodde på Limön året runt och ägnade sig även åt jordbruk och fiske. 
På Limön finns en minnessten över det hundratal soldater som omkom då brigantinen Fru Margareta förliste utanför ön den 2 oktober 1808 på väg till Svensk-ryska kriget i Finland. Stenen restes 1916 av landstormsföreningen.
Lotsstation upprättades på ön 1822 men flyttades 1912 till fiskeläget Bönan. År 1901 anlades Limö fyr.
Redan i slutet av 1880-talet var Limön en populär utflyktsö. August Strindberg, som besökte ön, skrev om sitt besök och citeras i Tord Anderssons "Sällsamheter i Gästrikland".
Böndernas fiske sköttes från 1890-talet av en arrendator och sex fiskare med familjer, totalt cirka 50 personer. Den siste bofaste fiskaren hette Hillberg.

## Limöns bebyggelse
Limön köptes 1939 av Gävle stad. Därefter har sommarstugetomter arrenderats ut av Gävle kommun, som i början av 1940-talet föreskrev att endast enkla stugor, så kallade masonittält, fick sättas upp på somrarna. De skulle monteras ner varje höst. Dessa stugor har senare förstärkts och byggts på och får stå kvar året runt. På Limön finns cirka 150 sommarhus. På ön finns badplats, vandringsleder och ett kafé med ett enklare urval av livsmedelel. Kommunen har renoverat den gamla fyren, byggd i fyra våningar av trä, och tornet upplåts till konstnärer några veckor på somrarna i form av kulturstipendiet Natura.

## Limöns naturreservat
Limön med omgivande vatten och holmar utgör Limöns naturreservat. Detta reservat bildades 2020 och omfattar totalt 205 hektar varav land 103.

## Bilder

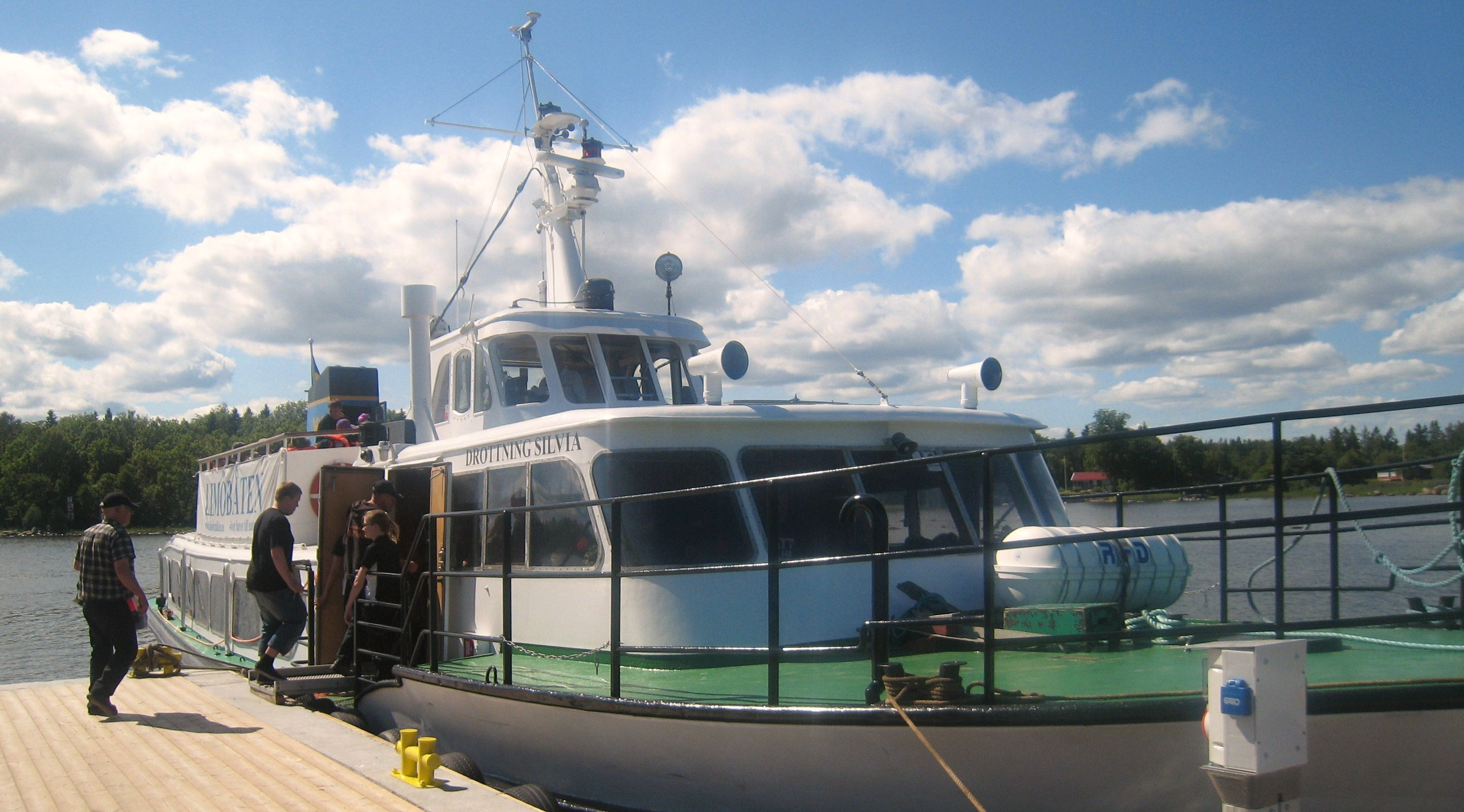
M/S Drottning Silvia vid Limöns brygga
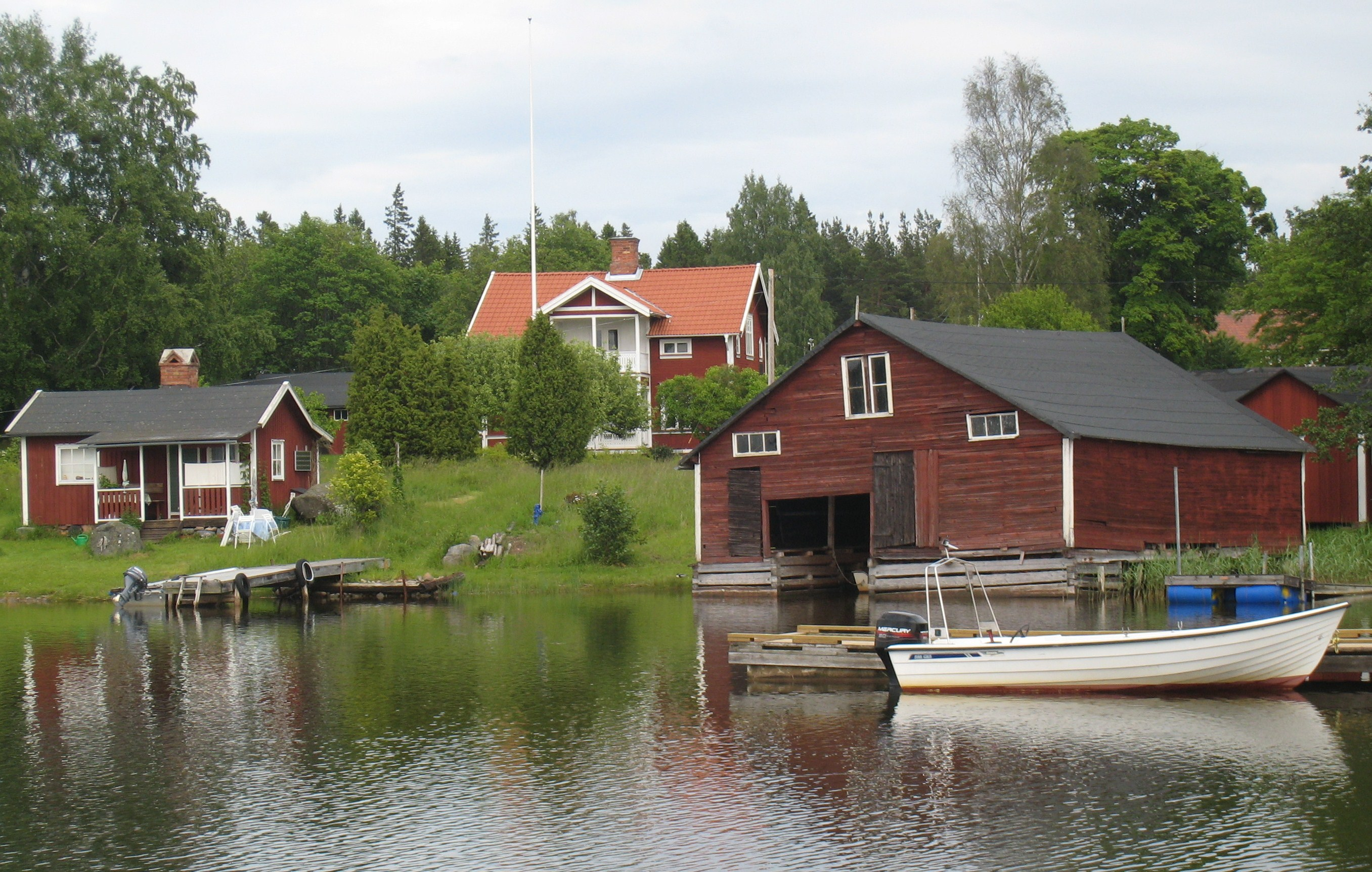
Bebyggelse vid Limöns fiskeläge
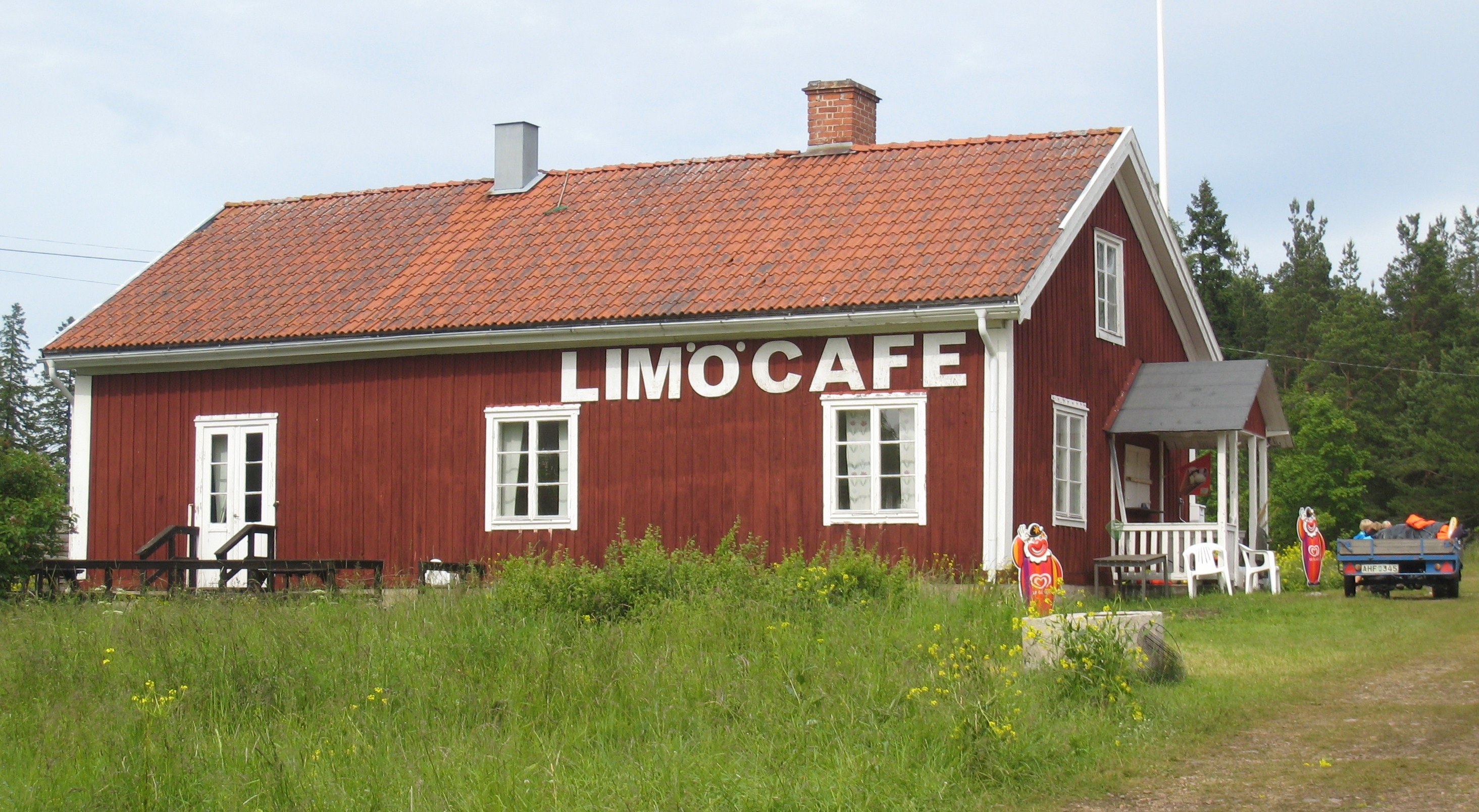
Cafébyggnaden
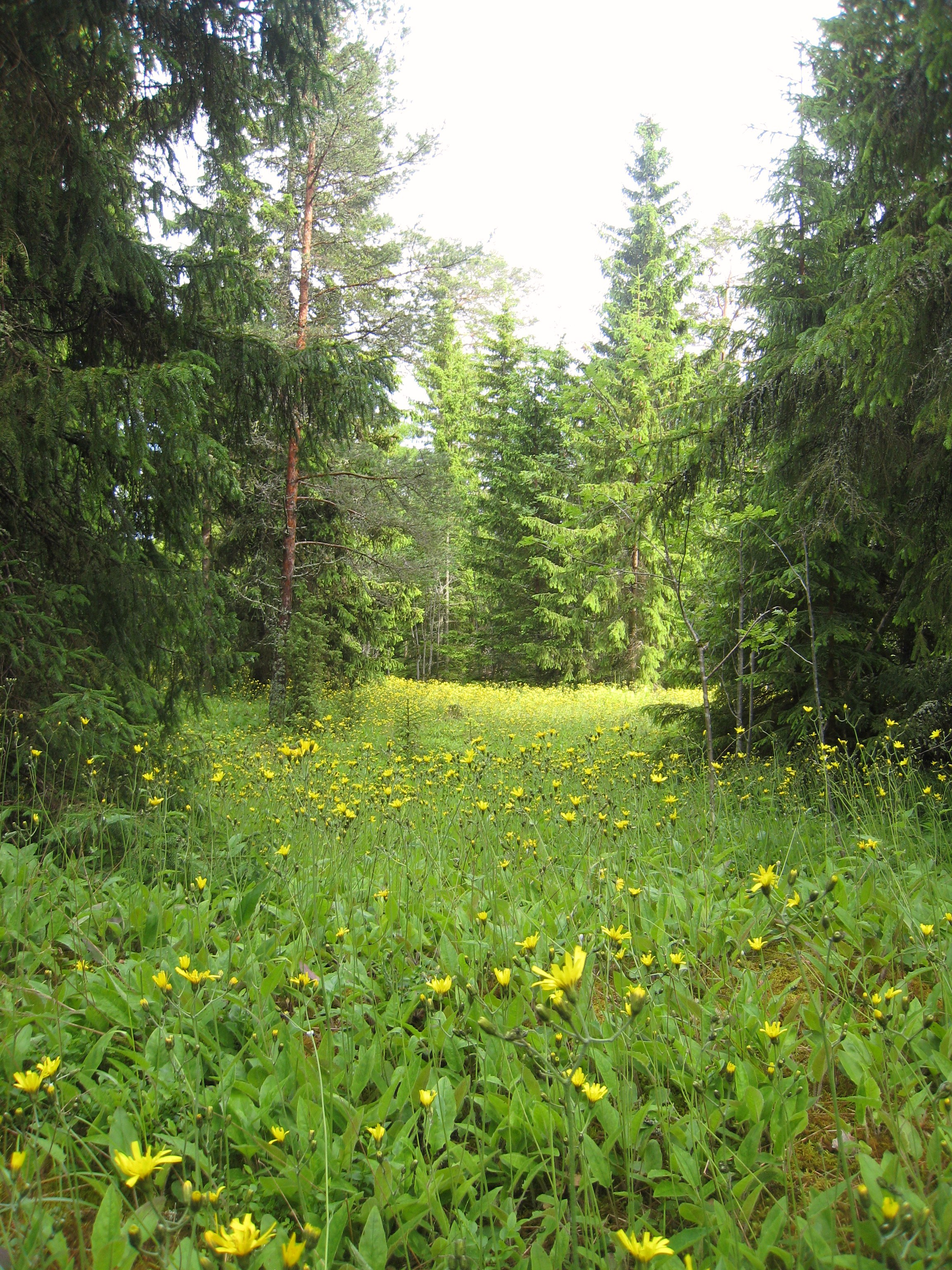
Skogsäng med Slåttergubbar
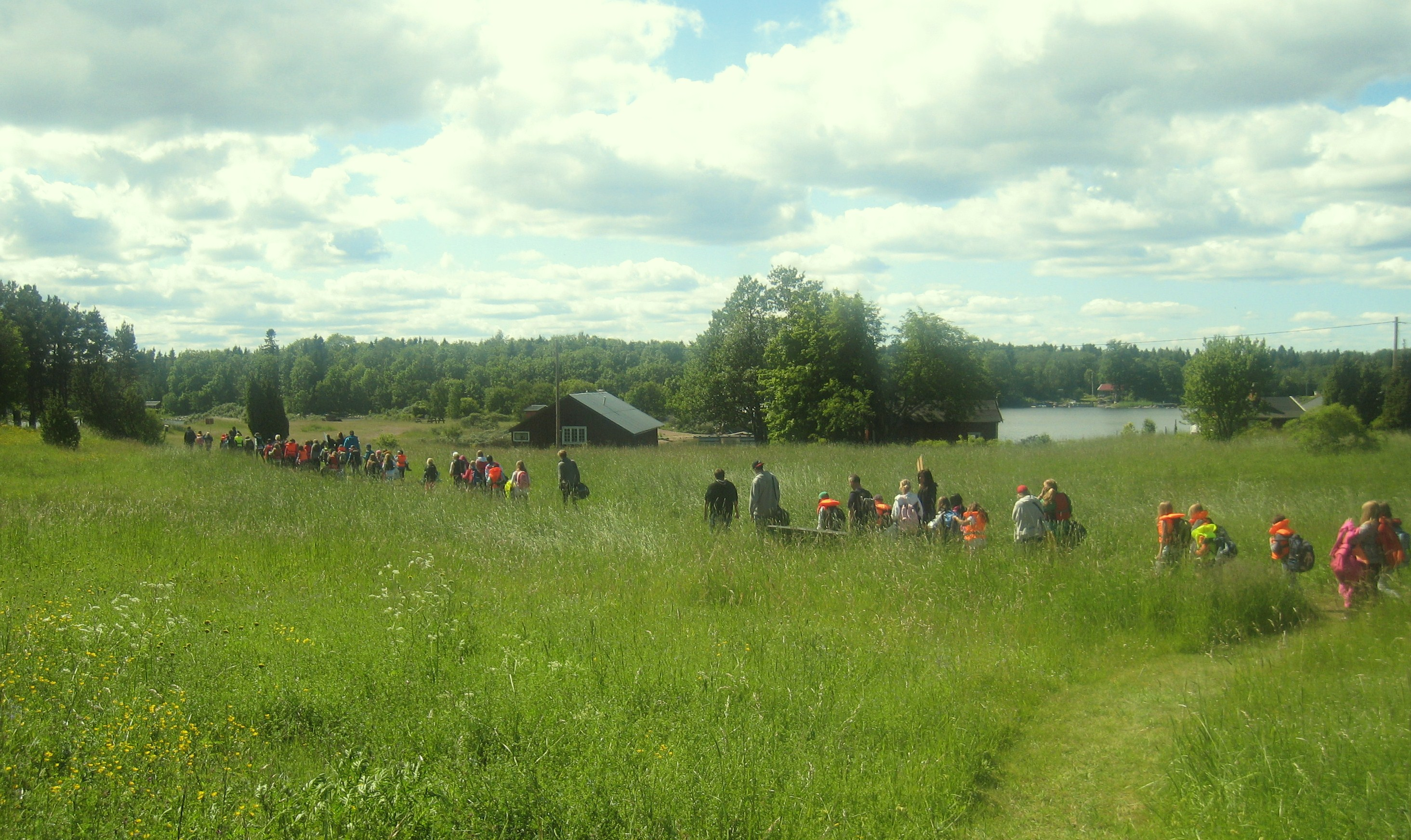
Dagkollo på Limön
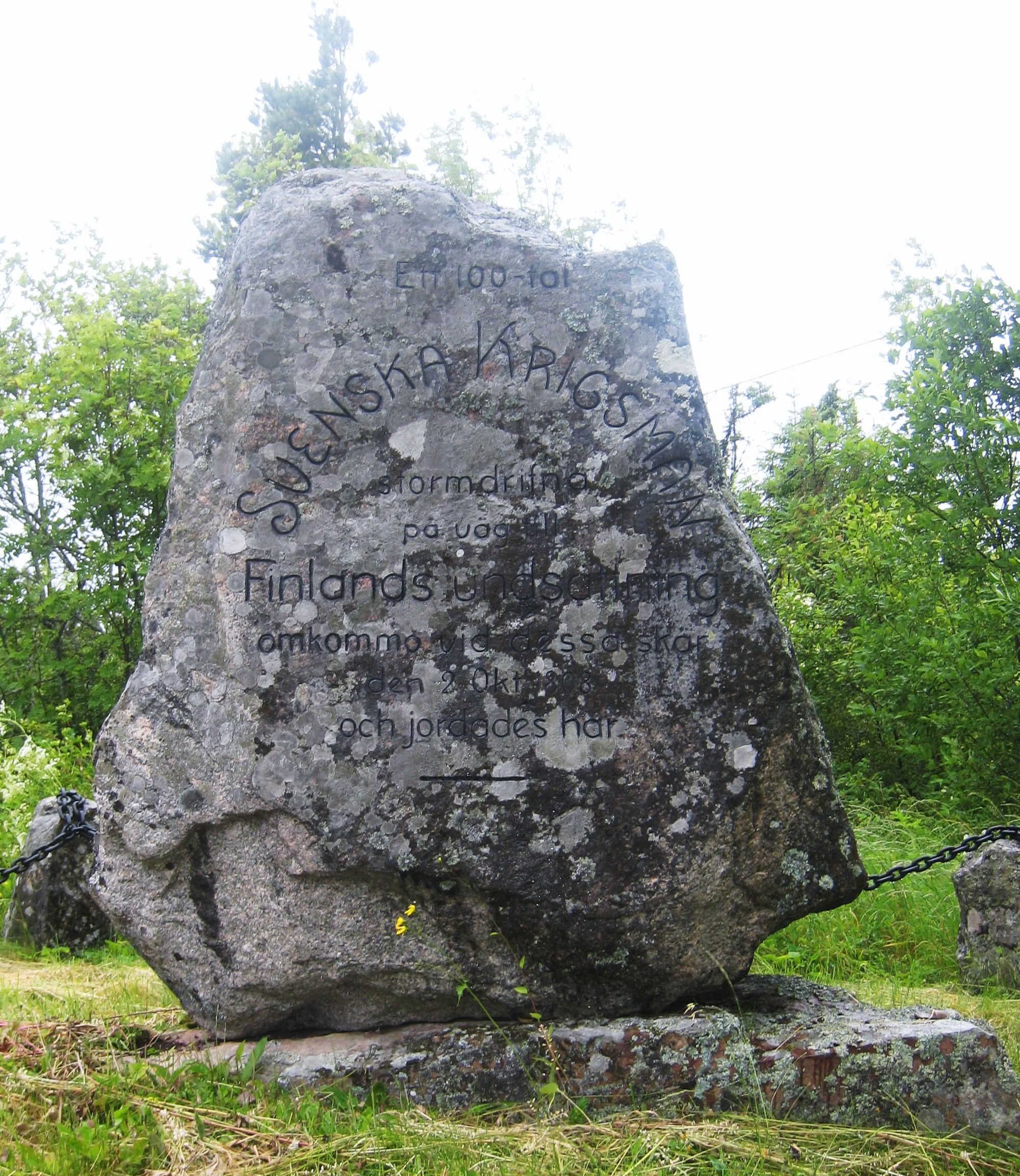
Minnesmärke efter 1808 års förlising